# ヒストリエ
『ヒストリエ』（HISTORIĒ）は、岩明均による歴史漫画。『月刊アフタヌーン』（講談社）において2003年3月号から連載中。作者がデビュー前から構想を温めていた作品である。
2010年に第14回文化庁メディア芸術祭マンガ部門の大賞を、2012年に第16回手塚治虫文化賞マンガ大賞を、2025年に第49回講談社漫画賞総合部門を受賞した。

## 概要
紀元前4世紀の古代ギリシア世界を舞台に、マケドニア王国のアレクサンドロス大王に仕えた書記官・エウメネスの波乱の生涯を描いている。エウメネスはアッリアノスの『アレクサンドロス東征記』などにも登場する実在の人物である。
2006年ごろから休載が目立つようになっているが、『月刊アフタヌーン』2008年2月号掲載分（第43話）までを第1部とし、同3月号からは第2部として連載中である。
（遅くとも）2013年ごろには隔月連載になっており、一部は下書きのまま掲載されることがある。そのため単行本発売時には単行本化作業が必要となり、休載に入る。また、雑誌掲載時に1話の頁数が単行本の1話分より少ない場合があり、単行本収録時に再構成されることがあるため、同じ話でも雑誌掲載時と単行本では話数が異なる。
『月刊アフタヌーン』2022年10月号（8月24日発売）にて作者は、発売時期は未定であるが単行本第12巻の作業をするため、休載することを発表。同時に「物語全体を確実に「完結」に辿り着けさせるための思案をめぐらしてゆかねば」とコメントしている（第12巻は2024年6月21日に発売された）。同誌2024年8月号（6月25日発売）にて「完成原稿の描き貯め」と「進行を少しでも速くするための模索」を理由として、引き続き長期休載をすることを発表。

## あらすじ

### 序章
紀元前343年、北東ギリシアのトラキア地方に位置する都市国家・カルディアは、北西の強国・マケドニア王国の軍勢の包囲を受けていた。全ギリシア統一を目論む国王・フィリッポス2世によって鍛えられた重装歩兵団は整然とした隊列を作り、城塞都市を十重二十重に取り囲んでいた。
重厚な軍勢に囲まれた街には到底立ち入る隙がないように見えたが、一人の青年が隊列の間を平然とくぐり抜け城門まで辿り着く。青年の名はエウメネス。エウメネスはギリシア世界を取り巻く政治情勢の分析から、包囲は恭順を迫る示威行動に過ぎないことを見抜き、さらに巧みな弁舌を振るって固く閉じられていた城門を開けさせ、見事に街に入ることに成功する。
同じく街へ入ろうとしていた隻眼の商人・アンティゴノスはエウメネスの機転に感嘆し、自分の下で働く気はないかと彼を勧誘する。アンティゴノスは商用で街の顔役であるヒエロニュモスに会うためにカルディアに来たという。奇遇にも、エウメネスがカルディアに来た理由も同様で、ヒエロニュモス邸を訪うことにあった。ただしエウメネスの目的は商用ではなく、少年時代以来久しく離れていた「我が家」への里帰りのためであった。

### 第1部

#### エウメネス少年期
エウメネスは、カルディアの顔役であるヒエロニュモス家の次男として幼少期を過ごした。エウメネスは子供の頃から並外れて利発で、その頭の良さは大人も舌を巻くほどのものだった。恵まれた家庭環境の下、大好きなオデュッセウスの英雄譚やヘロドトスの歴史書に読みふけりながら、何ひとつ不自由のない幸福な少年時代を過ごした。（第1巻）
しかし、ある日脱走したスキタイ人奴隷が常人離れした剣の腕で市民兵を次々と殺傷し、カルディアの街を震撼させる事件が起こる。ヒエロニュモスの部下のヘカタイオスとゲラダスはこの混乱に乗じて主を殺し、逃げ切れず死んだ奴隷にその罪を着せようとする。もの聡くその企みを見抜いたエウメネスは査問会で邪な陰謀を告発するが、ヘカタイオスは疑いをそらすためにエウメネスがヒエロニュモス家の子ではなく、拾われたスキタイ人の奴隷であったというエウメネスも知らなかった出自の秘密を暴露する。ヘカタイオスは父に代わって街の実権を握り、エウメネスは奴隷身分に墜とされることになる。（第2巻）
エウメネスは旅の商人に大金で買われてカルディアを去ることとなる。ところが航海の最中に奴隷達の反乱が起こって船は沈没し、エウメネスは黒海南岸のパフラゴニア に漂着し、そこにあるボアの村の人々に助けられ、思わぬことで自由の身となる。エウメネスは自身の蓄積したギリシアの知識を伝えることで村人達に受け入れられ、当初はエウメネスを胡散臭げに見ていた居候先の少女・サテュラも次第に彼に好意を寄せるようになってゆく。（第3巻）

#### エウメネス青年期
ボアの村は近隣のギリシア人都市・ティオス市の庇護を受けていた。ティオスとの関係は良好なものであったが、エウメネスが青年に成長した頃、ティオスの顔役の息子・ダイマコスが父が病臥したことを機に私兵を率いてボアの村を征服しようと企てる。ダイマコスの行動を見かねた弟のテレマコスは内密にボアの村を訪れて退去を薦めるが、村人達は村を捨てることを拒み、エウメネスの提案で籠城戦を決断する。
エウメネスは鮮やかな智慧で村人を指揮してダイマコスの私兵を迎え撃ち、戦いはボアの勝利に終わる。ダイマコスの死によりボアとティオスの和睦は成るものの、不意なことから村人達が謀略を仕掛けてダイマコスを陥れたことが露見してしまう。テレマコスは激昂するものの、エウメネスは村とティオスとの関係を損ねぬために一人でテレマコスの怒りを被って村を去ることになる。恋仲になっていたサテュラとも別れて村を出たエウメネスは、行く宛てもないまま「故郷」・カルディアへの帰途についたのだった。（第4巻）
すでに廃屋となっていたヒエロニュモス邸に佇みながら、エウメネスは過去の追憶に思いを馳せる。やがて旧友達とも再会を果たしたものの、復讐に戻ってきたと早合点して襲ってきたゲラダスを返り討ちにしたことで、ヘカタイオスに追われる身となる。もはやカルディアにもいられなくなったエウメネスは、自称・商人のアンティゴノスの誘いに乗ることを決めるが、彼こそがマケドニア国王その人であった。紀元前343年、カルディアはマケドニアの軍門に降った。

### 第2部

#### 紀元前343年 マケドニア
マケドニア王・フィリッポスにその才能を見込まれたエウメネスは、書記官見習いとして王に仕えることとなる。マケドニアの首都・ペラでは名門貴族・アッタロスの邸に身を寄せることとなり、姪のエウリュディケとも懇意となる。新たな生活にも落ち着き、書記官の仕事にも慣れてきた頃、エウメネスは王宮で額にヘビのような奇妙なあざを持った少年を見かける。彼こそがフィリッポス王の後継者、王子・アレクサンドロスであった。（第5巻）
哲学者・アリストテレスを招いてフィリッポスが創設した「ミエザの学校」は、マケドニア貴族の子弟を集めた幹部養成校であり、生徒たちは王国の将来を担う存在となるべく日々学業に邁進していた。中でも王子たるアレクサンドロスは、年少ながらすでに文武共に余人にない才能を示している。かといって傲ることのない謙虚で誠実な人柄は、王の後継者として非の打ち所のないものであった。が、その精神の深層には凶暴な別人格「ヘファイスティオン」が潜んでいた。（第6巻）
「ヘファイスティオン」は、アレクサンドロスの実母・フィリッポスの第4王妃オリュンピアスが作り出したことが語られる。以後、折にふれてアレクサンドロスの精神を乗っ取る別人格を作り出したオリュンピアスは、二つの心を持つ我が子をフィリッポスをも踏み超える存在に育てるべく、野心を燃やすようになる。だが、そんな母親の思惑はともかく、アレクサンドロスはミエザに集まった子弟たちとの交流を深め、地元民であるペウケスタスを学校に迎える。
ペラのエウメネスはフィリッポスの命により作り出した「マケドニア式・将棋」を発表する。マケドニア全体にも徐々に広まっていくが、エウメネスが読みとったフィリッポスの真意は、贈答品として贈った将棋に他国の貴族・王族や有力者が、この娯楽にハマり込んで政治を疎かにさせることだった。そして、エウメネスは屋敷を与えられ、正式なマケドニア王国の家臣となる。（第7巻）

#### 紀元前340年 ペリントス・ビザンティオン攻囲戦
紀元前340年、フィリッポスはペリントス・ビザンティオン二都市への攻略に乗り出した。ギリシア世界の中心都市であるアテネと同盟を結ぶ両都市を陥落させることは、マケドニアによるギリシア統一に頑強に抵抗する宿敵アテネを屈服させる足がかりとなる。正式に書記官となったエウメネスも、フィリッポスに従いこの遠征に従軍することになる。（第7巻）
マケドニア軍は二都市を包囲するも、アテネの支援を受けたその守りは思いのほか堅牢だった。アテネは因縁深いペルシアとも手を結んでおり、二都市にペルシアからの軍事援助まで受けさせていた。やがて将軍フォーキオン率いるアテネ艦隊が両都市の周辺海域を制圧すると、フィリッポスはやむなく撤退を決意する。攻略戦は失敗したものの、退却中スキタイの部族との戦いに勝利したマケドニア軍は本国への帰途につくが、蛮族の強襲に不意を突かれフィリッポスが重傷を負ってしまう。
フィリッポスに代わって指揮を執ったエウメネスは敵を退散させることには成功するものの、しかしマケドニア軍は大きな損害を被り、結局今般の遠征は散々な結果に終わることとなった。勢いづいたアテネではマケドニアとの決戦を望む強硬論が沸騰し、反マケドニアに燃え上がるその様子を耳にしたフィリッポスもついに決戦を決断する。一方、ペラに戻ったエウメネスは、恋仲になったエウリュディケの接吻によって迎えられる。（第8巻）

#### 紀元前338年 カイロネイアの戦い
決戦に先立ってアンティパトロスから密命を受けたエウメネスは、商人を装ってアテネに潜入する。密命とは来るべき戦において最も難渋する敵将となるであろうフォーキオンを将軍職から追い落とす政治工作を謀ることにあったが、しかしすでにアテネは指導者デモステネスの唱える主戦論一色に染まっており、反戦を訴えるフォーキオンは世論の中で孤立していた。やがてフォーキオンは将軍職から退き、近隣の有力都市・テーベなどとの軍事同盟を成立させたアテネは、いよいよマケドニアとの決戦に打って出る。
紀元前338年、マケドニア軍とアテネ・テーベの連合軍は中央ギリシアのカイロネイアにおいて激突した。斜線陣を引いて連合軍に対峙したマケドニア軍は、戦端が開かれてほどなく後退の姿勢を見せる。勢いづいたアテネ軍はここぞとばかりに攻勢をかけようとするが、しかしこの後退はフィリッポスの策略であった。テーベ軍との間に生じた綻びに部隊を突き入れて攪乱させることを企図した戦術であったが、副将のアレクサンドロスは自らが部隊を率いて敵陣に突入することを志願する。（第9巻）
アレクサンドロスの一騎駆けがきっかけとなり戦の趨勢は決まった。テーベ軍は壊滅し、アテネ軍も四分五裂して戦場から遁走し、戦いはマケドニアの完勝に終わる。テーベは占領され、アテネは辛うじて自治を許されたもののマケドニアの属邦に下り、長きに渡ってエーゲ海を支配した「海上帝国・アテネ」はここに消滅した。ついに累年の宿敵を滅ぼしたマケドニア軍は、ペラへと凱旋することになる。
しかし、エウメネスを待っていたのは、恋人のエウリュディケが「フィリッポスの第7王妃」として王宮に入るという報せだった。（第10巻）

#### 紀元前337年 マケドニア
マケドニアを去る決意をしたエウメネスであったが、婚儀を控えて王宮に召されたエウリュディケの身辺に、オリュンピアスの魔の手が伸びていることを察知する。自らの息子であるアレクサンドロスの王太子としての地位が脅かされることを危惧したオリュンピアスは、エウリュディケを害するべく毒殺を試みるものの、すんでの所でエウメネスに見破られて露見する。
事の次第を知ったフィリッポスは故国モロッシアへの帰郷を命じ、オリュンピアスは護送部隊とともにペラを立つが、しかしフィリッポスは道中で賊に襲われた体を装ってオリュンピアスを葬る算段であった。護送部隊には暗殺団も加えられており、一員には王宮護衛兵・パウサニアスもいた。フィリッポスに近侍する手練れの兵士で、「心が無い」と評されるほどの冷血漢であり、アレクサンドロスに酷似した面相を持つ男である。（第11巻）

## 登場人物
名前の横に「*」がついているキャラクターは史実上実在した人物。

### 主要人物
エウメネス *
本作の主人公。カルディアの有力者ヒエロニュモスの次男として育つ。幼少の頃より飛び抜けて利発で、周囲の大人達から神童のように目されて成長した。恵まれた家庭環境のおかげで幼い時期から書物を読みふけり、知略を駆使して逆境を切り抜ける英雄オデュッセウスに憧れ、実録物に興味が移ってからはヘロドトスらの書物から豊かな教養を身につけた。その出自はスキタイ人であり、後にそれが暴露されたことで奴隷身分に墜ちる。商人に買われてカルディアを去るが、様々な流転を経た事でその抜きん出た資質を開花させて故郷のカルディアに帰還したとき、出会った自称アンティゴノス（フィリッポス2世）にその器量を認められ、王国へ招聘された後にマケドニアの書記官となる。
身体能力も高く、殊に剣術を得意としてその腕は並の兵士では束になっても敵わないほどの腕前で、戦場全体を見渡して的確な作戦指揮を下すことが出来るなど将才にも恵まれている。また手先も器用で、身の回りにある物を工夫して便利な道具を作ったり、壊れた物を直したりもするなど、それぞれの分野の超一流の人物が注目するほどの技量を見せる。
全く経験のない状況でも、過去の（一見関連のない）知識などをヒントに乗り越える能力と、秀でた力にも驕らず、むしろ周囲を活かすことで新しい環境にも馴染む性格から、初めは彼を訝しんだ人物もやがて絶大な信頼を寄せるなど、どこにいても一目置かれる人物。
史実では、エウメネスの出自はカルディア出身という以外は記録が残っておらず不明であり、「スキタイ人の奴隷だった」という設定は本作の創作である。
フィリッポス2世（アンティゴノス） *
マケドニア王国を統べる隻眼の王。ペリントスの商人「アンティゴノス」を名乗ってカルディアの開城交渉に出向いた際にエウメネスと出遭い、その弁舌・機略の縦横ぶりにいたく感心して家臣として召し抱えた。政略・軍略ともに卓抜した能力の持ち主で、マケドニアを一代でギリシア世界を席巻する強大国に育て上げた英傑。エウメネスはその威容を一つ眼の巨人キュクロプスに喩える。
エウメネスの多彩で高度な閃きと遠慮のない性格双方を気に入り、将才も豊かなものがあると知ると王家の将来を担う「王の左腕」の有力候補に指名するが、大きな権限を与える以上、政治的に過度な後ろ盾まで得させるのは危険と判断し、アッタロス家との血縁関係構築を阻止する意味でエウメネスとエウリュディケの仲を裂いてしまう。
実在したアンティゴノスという名の人物は、史実では特に後継者戦争にてエウメネスの人生に大きく関わることになるが、第11巻時点では作中未登場。史実では両者は同年の生まれで共に「隻眼王」とあだ名されたという共通点があるが、フィリッポスが右目を失っていたのに対し、アンティゴノスは左目を失っていたと推測されている。
アレクサンドロス *
フィリッポスの第4王妃オリュンピアスの子。文武ともに優れた才能を発揮し、家臣たちにも強く慕われるマケドニアの王子。周囲からの賞賛の声にもまだまだ父には及ばないと考える謙虚な性格の持ち主で、同年代の少年たちと一緒にミエザの学校で学んで自己を錬磨しようと真摯に努力する。品行方正で領民達にも思いやりがあり、王国の後継者として全く申し分のない王子であるが、「ヘファイスティオン」という別人格を持つ二重人格者である。
知性が高いばかりでなく、直観力にも優れており、王の左腕（副司令官）に選ばれたエウメネスの才能を一目で見抜いて評価している。
伝承に残されている通り、左右で瞳の色が違う。左目の上あたりにヘビのような形をした奇妙なあざがあるが、本人はそれを気に入っている。愛馬はブーケファラス。
フィリッポスのトラキア遠征に乗じて蜂起した反乱都市を寡兵を率いて見事に鎮圧し、「軍神アレスの化身」と讃えられた。続くカイロネイアの戦いでは一騎駆けで敵陣を攪乱し、マケドニア軍大勝の契機となった戦う姿は敵の一部から、「小柄のバケモノ」と呼ばれた。フィリッポスはその才能を高く評価しながらも、精神面での問題から将来を危ぶんでいる。
ヘファイスティオン
アレクサンドロスの精神に宿るもうひとつの人格で、時折入れ替わる。「不良」と称される人格で、通常のアレクサンドロスからは考えられないような問題行動ばかり起こす。この人格の存在は王宮内では公然の秘密であるがタブーであり、王宮日誌の類にも記載することは許されていない。この人格が表に出ている間アレクサンドロスの人格は眠っているが、アレクサンドロスが表に出ている間もこちらは覚醒しており、アレクサンドロスの行動を逐一知悉している。アレクサンドロスとは反対にヘビを酷く嫌悪しており、表に出ている時は顔のあざも化粧で消している。
史実ではヘファイスティオンなる名前の人物は、アレクサンドロス大王が信頼を寄せていた幕僚で大王の幼少期からの親友とされるが、本作における関連は不明。

### 第1部より登場する人物

#### 序章（トロイア遺跡 - カルディア）
バルシネ *
ペルシア帝国の大貴族の娘で、トロイアス州総督の妻。機転が利き（アリストテレスよりも早くエウメネスの工夫を理解した）、女性でありながら有能な軍人。ギリシア人である夫に合わせて、ギリシア風の男装をして長い髪をポニーテールにしている。スパイ容疑をかけられたアリストテレスを追跡していた途中でエウメネスと遭遇する。
メムノン *
ペルシア帝国のギリシア人傭兵部隊の隊長。バルシネの夫の弟。かつて祖国の内乱によって一族とともにマケドニアに身を寄せたことがあり、その軍事的才能をフィリッポスに高く評価され、一時はパルメニオンの後継と目されたこともある。
アリストテレス *
ペルシア帝国にスパイ容疑で追われていた哲学者。逃亡中にエウメネスと知り合い、カルディアへの道すがら博物談義に花を咲かせた。古代ギリシア文明を代表する大賢人。フィリッポスとはかねてよりの友人で、マケドニアに招かれて「ミエザの学校」を開設し、王子であるアレクサンドロスと次代の幹部候補生の教育を請け負う。
彼と異なる意見や人物のほうに分があると思わせる場面が度々あり、作中で比較しやすい対象になっている。
カリステネス *
アリストテレスの弟子。ギリシア人としての自負心が強く、文明の遅れた異民族を見下す傾向がある。主体性の乏しい異民族はギリシア人に比べ奴隷に向いていると考えており、これを「適材適所」と評する。異民族のエウメネスよりも足漕ぎボートの奴隷的な重労働に長けたことで、自身の言葉をそっくり返される一幕も。
メナンドロス *
アンティゴノスの従者。主人に対しても歯に衣着せぬ物言いをする。正体はマケドニア貴族。詳しい身分や役職は不明だが、アンティゴノスに扮したフィリッポスの従者としてカルディア市内に随伴したり、フィリッポスの信頼はかなり篤い。剣術に優れ、その腕前は対戦したエウメネスより数段上。また馬術にも長けており、フィリッポスの命でエウメネスに馬術指導をしたことも。その縁からエウメネスとはマケドニア貴族の中でも遠慮のない会話ができる、兄貴分のような間柄で、エウメネスの才能を高く評価してもいる。
パルメニオン *
マケドニア軍の総指揮官で、「その威信は王に次ぐ」とまで言われる老将。戦場における全軍の展開時に副将として最左翼を受け持つことから、王の右腕ならぬ「左腕」とも称される。すでに初老であるが雄偉な体躯を持つ武将で、エウメネスは当初この人物をマケドニア王と推測した。話している姿は、その威容とは裏腹に謙虚ですらある。
ペルディッカス *
マケドニア貴族の若者。カルディア包囲に参加し、兵士を指揮する最中で街に入ろうとするエウメネスと顔を合わせており、首都ペラで再会した際には「注目の新人」と称した。ミエザの学校が開校した後は、戦場経験のある年長者としてフィリッポスの声がかりで入学する。
かつてフィリッポスがマケドニアの勢力を拡大してゆく中で版図に収めたオレスティス地方の豪族の出身。父のオロンテスはオレスティスの有力者で、巧みにフィリッポスに取り入りマケドニア貴族に列せられた。ペルディッカスの名も、父がフィリッポスの関心を得るために先代の王にあやかってつけたもの。

#### エウメネス少年期（カルディア）
ヒエロニュモス（先代）
エウメネスの養父。カルディア一の実力者で、街の顔役であるとともにバルバロイ（野蛮人）であるスキタイ人を捕らえ、あるいは口減らしをしたい親から子供を買い取って、奴隷として売りさばく後ろ暗い商売もしている。エウメネスと出会ったきっかけもスキタイ人を捕らえる過程でのことで、その当時まだ幼児でありながら実母の惨殺死体を見ても動じなかったエウメネスの胆力に驚嘆し、「英雄の子だ」と惚れ込んで自分の子供として育てることにした。
後に、成長と共にその高い知力と行動力を証明し、武術の才の片鱗さえ見せていたエウメネスを本当の息子のように愛し、頼りないところのある嫡男の補佐役としての成長に家の将来を賭けていた。
スキタイ人奴隷・トラクスの反乱事件のドサクサに、腹心であるヘカタイオスの策謀にかかって暗殺される。
テレシラ
エウメネスの養母。基本的に優しい母親としてエウメネスに接するが、時々でヒエロニュモス（息子）を優先する振舞いをする。
夫が酔狂で拾ってきた息子をその出自から初めは気味悪く感じていたが、その晩にエウメネスが抑えていた、眼前で実母を惨殺された涙を見せたことで情を抱き、エウメネスが奴隷に身を墜とされて、怒りと悲しみを叫びながら街を離れる時には、後悔の涙を流し、その行く末を気に病んで酒に浸るようになる。やがて病に罹って死の床につくが、忌の際に自身の墓に家族と一緒にエウメネスの姿を刻んでほしいと言い遺して息を引き取る。再会は叶わなかったが、自由になって帰郷したエウメネスもその墓前で、母への詫びと両親への感謝を述べられた。
ヒエロニュモス *
エウメネスの義理の兄。弟と血縁関係がなかったことは気付かなかったらしい。地元の実力者の跡継ぎという驕りがあり、才能に溢れる弟を妬んでいる。父の死後は当主となるが、父の生前から実質ヘカタイオスに牛耳られていた家はやがて没落してしまう。ヘカタイオスこそが父の敵（かたき）と薄々感づいているものの、自立も出来ないままヘカタイオスの世話になって暮らしていた。エウメネスに対する悪感情はその生活の中で消えていたらしく、再会したエウメネスの無事を喜び、（誤解だが）父の復讐を果たした彼を称え、長年のコンプレックスを吐露した。エウメネスも彼の行く末を案じ、彼を兄として認めたうえで穏やかに別れを告げた。
史実上のヒエロニュモスはエウメネスと同じカルディアの出身者で、エウメネスの親族かごく親しい関係だったと推測されているが、義兄という設定は本作の創作である。
ヘカタイオス *
エウメネスの養父ヒエロニュモスの側近。トラクス脱走事件に乗じてヒエロニュモスを暗殺し、カルディア市を実質上牛耳る実力者となる。エウメネスの出自が暴かれるきっかけを作った張本人。
元々は、ヒエロニュモスの部下として、将来、自分のよき後輩となるであろうエウメネスの優れた資質を認め、好意的に接していたが、ヒエロニュモス暗殺事件をきっかけに対立し、少年ではあっても放置するのは危険と見なしたエウメネスを社会的に抹殺した。
成人後のエウメネスとはボアの村を経て帰郷した際に一度再会し、その後カルディアがマケドニアの軍門に下った後に、マケドニアに仕える役人として対面する。
（義兄ですら気付かなかった）大人になったエウメネスをすぐに思い出し、復讐者と決めつけ、証拠もないままゲラダス殺害の手練れとして（偏見ながらそこは当たっていた）囲んで殺そうとするが、その後はマケドニアに恭順した経緯もあって、マケドニア王の側近となったエウメネスにも頭を下げざるをえなくなり、強い屈辱感を感じている。
エウメネス自身はもう執着していないのだが、本人はやましさからか益々憎しみが募り、アッタロスに叩きのめされた際は、逆にエウメネスから庇われる始末である。
史実ではカルディアの僭主で、プルタルコスによればカルディア時代のエウメネスとは何らかの怨恨があったらしく、政治的に対立していた。
ゲラダス
ヒエロニュモス（父）の片腕。荒くれ者の傭兵達を腕力で取り仕切る豪傑。子供のエウメネスの才気を感じ、将来が楽しみだとヒエロニュモス（息子）より気に入るような言葉をかけている。ヘカタイオスと共謀し、ヒエロニュモス（父）を暗殺する。カルディアに帰還したエウメネスを復讐に戻ってきたと早合点し、不意打ちで殺そうとするが、返り討ちにあって死亡する（初めて直接、エウメネスが殺した相手となる）。
死の間際にエウメネスからかけられた暖かい言葉から、彼に復讐の意志がなかったことを感じつつ、息を引き取った。

#### エウメネスの関係者
カロン / メランティオス
ヒエロニュモス家に長年仕えていた奴隷。幼少期のエウメネスに忠実につき従い、従者として彼の面倒を見た。エウメネスの出自についてはスキタイ人の奴隷狩りに参加していたこともあって当初から知っており、エウメネスが奴隷に身を墜とした後は急に彼に接する態度が冷たくなるが、表には出さないもののエウメネスのことを変わらず気にかけていた。その気持ちの根底には、奴隷狩りの際にカロンが幼いエウメネスを盾にしたことで、彼の実母が惨殺されるきっかけを作ったという負い目がある。
エウメネスがヒエロニュモス家を去った数年後、地道に貯めていた金で自らを買い取り、解放奴隷となってカルディアを出るが、エウメネスの並外れた力量を信じ、いつか奴隷の境遇から抜け出したエウメネスがあこがれの地であるアテネへ来ることを信じて彼自身もアテネへと足を運ぶ。その後裏社会で頭角を現し、「メランティオス」と名を変えてアテネに隣接する港町ピレウスの裏社会の頭目となる。妻を娶った後も子を儲けることなく、息子のように思っていたエウメネスの行方を気にかけていた。カイロネイアの戦いに先立ち、エウメネスがアテネに潜入した際についに再会することとなり、残る人生をエウメネスの雄飛に捧げる事を決意する。
トルミデス、ニコゲネス、オルビオス
エウメネスの学校での友人たち。エウメネスとの親交は厚く、エウメネスが奴隷として売りに出された際も友情を忘れること無く、その船出を見送った。
その後トルミデスは市民兵となり、帰郷したエウメネスを暖かく迎える。体格に恵まれたニコゲネスはその後も体を鍛えオリンピア競技会のカルディア代表選手となったが、体の弱いオルビオスは疫病で命を落とし、再会は叶わなかった。
ペリアラ
カルディアの裕福な家の娘。エウメネスと仲がよく、双方ほのかな恋心を抱いていた。エウメネスが奴隷として売られた際には、エウメネスとの思い出を振り切るために「私には奴隷の友達なんかいない」と叫んでエウメネスからの贈り物を海へ投げ捨てようとした。
エウメネスが去った後、馬車や荷車を作る「テッサロス車輪」に嫁ぐ。
トラクス
スキタイ人奴隷。主人である高利貸しの息子テオゲイトンに苛烈な虐待を受け続け、その姿は奴隷に思いやりの薄い市民でさえ同情するほどだった。実は怪物級の凄腕の剣士で、それゆえ鎖に繋がれたままで奴隷として売られていたが、テオゲイトンが知らずに手枷と足枷を外したことで、カルディアの街を揺さぶる事件が起こることとなり、それがエウメネスの波乱の人生の幕開けに繋がっていく。
スキタイの気配を感じたのか情をかけられたせいかは不明だが、言葉は交わさないもののエウメネスに不思議な親しみを見せていた。ヘカタイオスによればエウメネスの実母とされる人物もトラクスと同格の剣の達人と評され、この二人の武闘はエウメネスの記憶に鮮烈に刻まれ、戦い方のモデルとなっていく。
ゼラルコス
黒海沿岸のギリシア人都市オルビアの商人。奴隷の身分に墜ちたエウメネスを（戦災慰霊の顕彰碑を建てるオプション付きで）破格の大金で買い取った。少年奴隷を買い取って去勢し、寵童にする倒錯趣味があり、奴隷たちの激しい憎しみを買っており、カルディアを離れた直後の航海中に反乱に遭い惨殺されるが、エウメネスにはただ、アンタカイオスの味しか残らない出会いと別れだった。
そのまま船は難破し、エウメネスは思いがけず自由の身となったが、帰郷した際、ゼラルコスの顕彰碑を目の当たりにして苦笑する。

#### エウメネス少年期 - 青年期（パフラゴニア）
サテュラ
ボアの村の先代村長・ガルドの娘。両親はすでになく、叔母の家に暮らす。エウメネスがカルディアで飼っていた猫と同じ名前。エウメネスのことは当初は訝しく思っていたが、やがて互いに想い合うようになる。子供のころから会ったこともないダイマコスの許嫁であることが決まっていたが、彼が村を攻めたことで破談、エウメネスと確かな恋仲になる。しかしその末に、エウメネスは村を離れることを選び、彼女も村のためテレマコスに嫁ぐことを受け入れた。
バト
ボアの村一番の剣の使い手で、エウメネスに剣技の手ほどきをした青年。冷静で観察力に優れた性格で、村の若者のリーダー的存在でもある。剣技で自身に次ぐ腕前にまでなったエウメネスに、厚く信頼を寄せるようになり、周囲の仲間が訝しむ彼の行動にも最初に感づくなど、最もよき理解者となる。エウメネスの背中の大きな十字傷はバトによって斬られたもので、それは敵を騙すため「浅すぎず、深すぎない」「怪しまれず、死んでしまわない」絶妙な切り口であり、圧倒的な技量と深い信頼の証である。
カルディアに戻ったエウメネスは偽名を使う必要に迫られた際に、彼の名前を借用して咄嗟に「バト」と名乗った
ケイラ
サテュラの姪の幼女。サテュラと姉妹のように暮らしており、サテュラ同様にエウメネスとも親しく、二人が恋人同士の関係にあることを理解し、結ばれることを望んでさえいた。
後にテレマコスがサテュラを嫁に望み、村人達がそれを受け入れて祝福したとき、抗議しようとするも父親に口を封じられてしまう。
最後に村を去るエウメネスに対し、涙ながらにやるせない怒りの声を叩きつけて見送った。
ダイマコス
ボアの村の近隣ティオス市の顔役フィレタイロス家の長男で、サテュラの許婚。野心家で、ボアの村の先代村長との間に深い絆を持っていた父が病に臥ったのを機に、税を納めに来た村人を殺害し、次はボアを支配下に収めようと村に攻め込むが、エウメネスの立てた作戦により惨敗を喫する。作戦では生け捕りにされる予定であり、実際そうなりかけたが、部下は皆殺しにされ、武器を持った村人に包囲された状況でも、その傲慢ぶりはギリシア人の優越と異民族の劣等を全く疑わなかった。ボアの村人に向けた恐れ知らずで的外れな弁舌は悪い意味で心に届いてしまい、村人にとっても予想外に殺害されてしまう。
死の瞬間まで怒りに染まった亡骸は、エウメネスの計らいで綺麗に穏やかな感じに直されて、丁重に家に戻された。
テレマコス
ダイマコスの弟。兄に似ず温厚な性格で、兄の野心を見かねて、一足早くボアの村を訪れ、村人達に危機を知らせた。その行為は、善意の自分なら村の人質になるとは考えもせず、実際そうならなかったお人好し同士としてエウメネスを些か呆れさせた。
しかし狡いところもあり、村を訪れた際に見初めたサテュラを兄が死んだことで、紛争の終結後に「和睦の証」と弄して娶ろうとする。その際に紛争の中で出会っていたエウメネスと腕を組むサテュラを見て、兄と自分が村側に踊らされていたことを悟り狂乱しかけるが、エウメネスが全ての泥を自分にかぶせテレマコスの憎しみを一身に受けることで一連の戦いは決着した。結果、エウメネスは村を去ることになり、サテュラと夫婦になった。

#### 紀元前343年 レスボス島
アルケノル
アリストテレスを追っていたバルシネがレスボス島の生物研究所で出会った奇怪な男。いかなる理由によってか、素性を隠して訪ねたバルシネがアリストテレスを追跡していたことを見抜いた。狂気じみた表情で「私には時の波動のようなものが見える」と口にし、バルシネが自分のもとに現れることを以前から待っていたなどと謎めいた言葉を繰り返した。バルシネはアリストテレスの友人のテオフラストスかと推測したが、その正体はアリストテレスの知人アルケノル。
見た目（肉体年齢）は最盛期の中年そのものだが、その実年齢はかなり高齢な老人であるという奇怪な人物で、実際に不可思議の力を持っているらしくアリストテレスから異常に恐れられている。

### 第2部より登場する人物

#### 紀元前343年 マケドニア
オリュンピアス *
フィリッポスの第4王妃でアレクサンドロスの実母。淫蕩な性格で、何人もの男を寝所に引き込み密かに交わっている。策略と、また女性ながら剣技にも長け、ときには大の男を自ら手にかけることも厭わない、非凡な人物。アレクサンドロスはまだ幼い頃にこの母と愛人との情事と愛人の死を目撃したことから強い衝撃を受けた。自らの手でアレクサンドロスに化粧をしヘビのようなあざを消し、別人格を作り育て、二つの心を持ったわが子が「フィリッポスを踏み越える」存在になることを望む。王宮内で好んでヘビを飼っている。
アレクサンドロスが情事を目撃した愛人はオリュンピアスの手によってその場で殺されるが、彼こそがアレクサンドロスの本当の父親である可能性が作中で強く示唆されている。この愛人の顔は、ポンペイの有名なモザイク画のアレクサンドロス大王に酷似した顔として作画されている。
アッタロス *
マケドニアの名門貴族で、エウメネスの居候先の主人。貴族らしからぬ豪快で砕けた性格の親しみやすい人物であるが、先妻との間の息子を戦で失って以来酒乱気味となっている。後妻はパルメニオンの娘で、真面目な性格の血筋の後妻や義理の弟のフィロータスとは性格が合わず苦手としている。逆に性格に似合わず、家や血筋を重んじる一面もある。
マケドニア貴族として珍しくない程度の外国人への偏見はあるが、縁が重なりエウメネスとは深く親しくなった。彼がヘカタイオスに罵倒されていた際は、受け流している本人を脇に激高するほどで、一時は姪のエウリュディケと娶せて養子として家を継がせるさえ考えていた。だがカイロネイアの戦いの後、エウリュディケを王妃に迎えたいというフィリッポスの意向を、これ以上ない誉として受け入れる。
エウリュディケ *
アッタロスの姪。左目に泣きぼくろがある英気溌剌とした聡明でユーモアも持った娘で、エウメネスと気が合い後に恋仲となる。エウメネスの考案した「マケドニア式将棋」に興味を持ち、作った当人のエウメネスを上回る才能を見せた。
一時はエウメネスと結婚を誓い合ったものの、カイロネイアの戦い終結後にフィリッポスにより第7王妃として王宮に召されることとなる。エウメネスに駆け落ちを持ちかけられるが、王妃を出すことを「一族の誉」とするアッタロスの希望に従い、フィリッポスとの縁談を了承した事を話し、涙ながらも自ら別離を選ぶ。その後の時系列でもエウメネスやフィリッポスとは親しくする様子が描かれている。
フィロータス *
アレクサンドロスの学友の一人。パルメニオンの長男で、アッタロスとは親子ほどに年が離れているが義弟になる。
エウメネスにとっては、いちいち話がかみ合わないとして、ときに呆れ、周囲の笑いを誘う、仲が良くも悪くもない間柄なのだが、妙に意識されることになる。負けず嫌いの性格から、ミエザの学校ではペルディッカスやプトレマイオスなど年長者に対して強い対抗心を燃やす。カイロネイアの戦いの後にエウメネスがパルメニオンの後継候補に選ばれた際には、息子である自分を差し置いて貴族でもなくマケドニア人ですらないエウメネスが選ばれたことに激しい嫉妬心からエウメネスに殴りかかる。
ポリュダマス *
フィロータスと共にアッタロス邸をたずねる人物。エウメネスの活躍によって本人の知らないところで、エウリュディケ毒殺犯候補にされかかり、助かっている。
ポリュペルコン *
フィロータス、ポリュダマスと共にアッタロス邸を訪ねる人物。
ディアデス *
マケドニアの兵器工廠で設計・製造を取り仕切る外国人、ポリュエイドスの工房に所属する。飾り気がなく率直にものを言う。エウメネスが王に気に入られていると知るや仲良くしようとするなど調子のいい面もあるが、初対面でも外国人同士ということで行きつけの飲み屋に誘い、仲良くなった。
レオンナトス *
マケドニア貴族。アレクサンドロスと共にミエザの学校に入学し、「気まぐれでお調子者かと思えば意外に義理堅く勇気もある」と評された。共にオレスティスにルーツを持つペルディッカスとは縁戚に当たり仲が良いが、パウサニアスのことは一方的に嫌っている。その理由は子供のころ、パウサニアスが父親のアンテアスの色子だったことと、彼自身の異質を目の当たりにしたことにある。エウメネスに対しては、嫌いもしないが、好意的にも接していない程度。
カサンドロス *
アンティパトロスの息子。フィロータスの親友で、王国宰相と将軍を務める父親同士の関係と同様に仲が良い。ミエザの学校へ入学するが、学友たちが議論している最中も黙っているため、アレクサンドロスには何を考えているかわからないと評される。
プトレマイオス *
マケドニア貴族の若者。ペルディッカスと親しく、共に戦場経験のある年長者としてミエザの学校へ入学する。
アリダイオス *
フィリッポスの第3王妃フィリンナの子。アレクサンドロスの異母兄に当たるが、知的障害があるためその行動はごく幼い。フィリッポスに手先の器用さを買われたエウメネスは、このアリダイオスのために幼児用の玩具を制作した。アレクサンドロスのことは別人格のヘファイスティオンに危害を加えられることもあるため、ひどく恐れている。プルタルコスによると、元は正常な知能の持ち主であったが、オリュンピアスに毒を盛られた結果知的障害に陥ったとされる。
アンティパトロス *
マケドニアの宰相。パルメニオンとともに「王家の両輪」と讃えられる王国の重鎮で、内政・外交ともに辣腕を振るう老練政治家。エウメネスは深謀遠慮に富んだその政略眼に驚かされるが、アンティパトロスの方も優れた将才を発揮してマケドニア軍の危機を救ったばかりか、会見時にも自分の目論見を次々と見抜き、理解していくエウメネスの智謀の深さに感心し、元来外国人の登用に積極的であったこともあってエウメネスの存在に強く関心を持つ。その凄み溢れる佇まいから、エウメネスからはパルメニオンと並んで王より怖いと目されている。
ディオドトス
マケドニアの書記官。エウメネスの最初の上司で、後の部下（と語られる）。アンティパトロスによって取り立てられた「アンティパトロス派」の一員。
ネアルコス *
クレタ島の出身の若者。数年前にマケドニアに帰化したばかりだがミエザの学校への入学を許可され、貴族の子弟と顔を合わせる前に乗馬を身に着けたいと考え、エウメネスとともにメナンドロスに馬術を習う。闊達で誠実な性格の持ち主で、異民族にも偏りなく接し、アレクサンドロスの友人のなかでも、自分の意見を率直に述べるなど、後に「誰よりも信頼できる男」というあだ名がつけられたほどの好青年。海洋交易に従事するクレタ人の息子であることから、船や海に詳しい。
アレクサンドロス（オリュンピアスの弟） *
オリュンピアスの実弟。フィリッポスの後ろ盾により故国モロッシアの王となり、隣接するエペイロス全土も治めることを命じられる。後にアレクサンドロスの同母妹で姪に当たるクレオパトラを娶った。
ハルパロス *
アレクサンドロスの学友。ミエザの教師もかなわない算術の才能があるが、時々人を見下す態度をとることが欠点とアレクサンドロスに評される。運動が得意でないことが負い目で、アレクサンドロスが馬で滝を飛び越えると、（実は一般的な馬の脚力でも超えれると読み）自分も挑戦するものの、内心の僅かな動揺が馬に伝わり、滝から落下する。滝の底で意識を失っていたところを農夫のペウケスタスに救われ、アリストテレスの応急処置で一命を取りとめる。医者の見立てでは立てるかさえ危ういが、自分のために泣いてくれるひと（アレクサンドロス）がいたことに涙を流す。
デモニコス
アレクサンドロスの学友。滝の場所を王子達に教える。駆けつけたアリストテレス先生にハルパロスが滝の上から馬ごと落ちたことを伝える。幾何学の授業が苦手な模様。
ペウケスタス *
ミエザの農家で両親と暮らす青年で、ミエザの学校とそこで学ぶ貴族の子弟に興味を抱く。滝から落ちたハルパロスを助けた功績でアレクサンドロスに目をかけられ、彼の口利きによって特別待遇でミエザの学校に通うこととなる。入学後は口髭を伸ばし、父親が心配したようないじめもなく、アレクサンドロスの取り巻きに馴染んでいる模様。アレクサンドロスへの感情は深い畏敬とともに、性的な匂いも仄めかしている。
ネオプトレモス *
オリュンピアスを護衛する兵士。寝所の番に立ち、多淫なオリュンピアスの情事の見張り役を務めるが、オリュンピアスのことを密かに慕っている。役目柄情事の誘いを断るものの、自尊心をくすぐる挑発を受けた末に同衾に至る。オリュンピアスへの忠誠心は非常に強く、命ぜられれば火の中にでも飛び込まんばかりの情熱をもって近侍する。彼女にとっても懐刀らしく、エウリュディケ暗殺失敗の報いとして、故郷に更迭される途中で始末される旅路に潜入して、王国が仕向けた4人の手練れのうち、3人を返り討ちにするほどの剣技をみせた。

#### 紀元前340年 ペリントス・ビザンティオン攻囲戦
コイノス *
マケドニアの将軍。
クラテロス *
マケドニアの将軍。優れた軍才を高く評価されパルメニオンの後継者と目されたこともあるが、フィリッポスとパルメニオンとの間柄のような阿吽の呼吸がとれず、話は立ち消えとなった。
トリバロイ族襲撃事件でマケドニア軍が壊走の危機に陥ったとき、アッタロスの指示を名目にエウメネスが下した作戦指揮の的確さから、エウメネスの真意を見抜き、軍規違反の逸脱行為とはいえ、王国の危機を防ぎきった彼の機転と智謀を評価して好意的に接してくる。
カレス *
アテネの将軍。ビザンティオンに派遣され、マケドニア軍の攻撃に対して防衛戦の指揮を執る。かつてペルシアの大軍と戦って大いに破った功績を称えられ、「英雄」と呼ばれることもある。自己顕示欲が強いらしく当人はその呼ばれ方には抵抗があると謙遜しているが内心は嫌でもないようで、戦闘中に気分が高揚すると自ら「英雄」と口走る場面もある。市民には優しく、敵に自信家の振舞は、いかにも「英雄」らしくはあり、味方からの人気は絶大である。とはいえその指揮能力を疑問視する向きもあり、カレスが「英雄」と称えられることに首を傾げる人間も少なくない。
カイロネイアの戦いではアテネ軍の総指揮を執るが、フィリッポスの戦術的後退に騙されて前進を繰り返した挙句に陣形に綻びを生じさせてしまい、アレクサンドロスの部隊につけ込まれる隙を作った。これが遠因となって全軍がマケドニア軍の猛攻に晒されることとなり、主力の重装歩兵部隊が潰乱させられると戦場から逃亡した。
フォーキオン*
アテネの弁論家で政治家。誠実な人柄で清貧を旨とする質素な暮らしを送っていることから人格者としてアテネ市民達の信頼が篤く、毎年のように将軍職に選出されている。政治姿勢は基本的に穏健だが、傭兵軍の副官として各地を転戦した豊富な軍務経験があるため軍人としても有能。地味だが堅実かつ確実な指揮を執って戦局を優位に導く能力があり、アテネ海軍を率いてペリントス・ビザンティオンへ駆けつけ、その絶妙な指揮ぶりは大敗を喫したマケドニア軍をして感嘆させるほどだった。
カイロネイアの戦いに先立ってアンティパトロスはエウメネスをアテネに潜入させ、最強の敵とも目されるフォーキオンを将軍職から退かせる政治工作を図ろうとした（戦後に彼を生かすことまで視野に入れた作戦だった）。エウメネス（マケドニア関係者であるとは薄々分かっていたが）と話した際には珍しいほど意気投合したらしく、絶対に貰わないはずのおみやげ（マケドニア式将棋）を受け取っている。そのまま反戦を主張するフォーキオンは市民の支持を失い、翌年には将軍選挙で落選し、（その脱落を対戦相手のアレクサンドロスに嘆かれつつ）カイロネイアの戦いに参加することはなかった。
かつてプラトン学園で勉学を修めたため、アリストテレスは同じ学舎の後輩に当たる。メランティオスと名を変えたカロンを信頼できる友人というほど親交があり、これがエウメネスとカロンが再会するきっかけとなった。エウリュディケと別れさせられて気持ちが沈んだエウメネスは、フォーキオンと組んでマケドニアに逆襲するかと考えたりもした。
デモステネス *
アテネの弁論家で実質的なアテネの指導者。言葉を多く弄さず的確に物事の核心を突くフォーキオンの弁論に対して、時に流麗、時に苛烈な言葉をたたみ掛けて相手を圧倒する弁論術を奮い、「当代一の弁論家」「報酬額世界一位の弁護士」とも謳われる。強硬な反マケドニア主義者でかねてより徹底した抵抗をアテネ市民に呼びかけていたが、ペリントス・ビザンティオンへの遠征が失敗に終わったことを奇貨とし、マケドニアとの決戦を主張して市民の圧倒的支持を得る。
テーベとの軍事同盟を成立させた後、中央ギリシアのカイロネイアにおいてマケドニアとの最終決戦に臨み、自らも「祖国のために戦う市民兵たちの士気を鼓舞する」ため、矛と盾を持つ一兵卒として戦闘に参加。その勇ましくも頼りない決意は味方の兵から緩く迎えられる。しかし一騎駆けで兵を撫で斬りに殺戮した末に、生きていたデモステネスに気遣いすら見せるアレクサンドロスの威容に恐れをなし、隣で死んだ兵士の口に刺さったままの剣を抜くのが精一杯で、嗚咽し武具も放り棄てて戦場から逃走した。

#### 紀元前339年 スキタイとの部族の戦い
アタイアス *
スキタイ領域の西部に勢力を張る高齢の王。隣国イストリアとの戦争で疲弊しきっており、フィリッポスに援助を求め、養子縁組をもちかけた。しかし、途中で仇敵・イストリア王が死去し、国の勢いが萎んだため、援軍に来ていたマケドニア兵が不要になり、この話をなかったことにさせた。フィリッポスは遠征の諸経費を求めたものの相手にされなかったため戦争となった。当初はいい勝負のようにも見えていたが、戦いはマケドニアの一方的な勝利に終わり、討ち取られた。

#### 紀元前338年 カイロネイアの戦い
フォイニクス *
カイロネイアの戦いの前年、アテネへの潜入を命じられたエウメネスにアンティパトロスがつけた護衛団の長。エウメネスと同じく異邦人であり、雇われ外国人としてマケドニアに仕えている。物腰は粗野だが、請け負った仕事は何があろうと最後までこなすなど律儀で義理堅い面もある。その腕っぷしと胆力に、エウメネスとは互いに仕事仲間として買っている。
テアゲネス *
テーベの将軍。カイロネイアの戦いにおいてテーベ軍の総指揮官として戦場に臨む。アレクサンドロスの一騎駆けを契機に狂乱に陥った軍の崩壊を止めることができず、指揮らしい指揮を執る間もなくマケドニア軍の包囲を受けて逃げ場を失い、兵達とともに戦死する。

#### 紀元前337年 マケドニア
パウサニアス *
王宮護衛兵。ペルディッカスやレオンナトスと同様、オレスティス地方の豪族の出身。しかしマケドニアの併呑によって家が没落し、ペルディッカスの父・オロンテスの世話で兄とともにペラに移り住み、後にレオンナトスの父・アンテアスの紹介で護衛兵となる。およそ感情の起伏というものがなく、さながら心を置き忘れて生まれてきたかのような冷徹な男。ペルディッカスは幼少期を自らの屋敷で共に過ごしたために多少の親しみを見せるが、レオンナトスには色子として父と関係を持っていたことを激しく嫌悪、意趣返しに袋叩きにしようとした際に返り討ち（勢いで1人殺している）にされたことで、得体の知れない存在への恐怖さえ覚えさせる。
若干年長であるが、その面相はアレクサンドロスに酷似しており、王宮の人間たちを驚かせ、密かにマケドニアへの逆襲を企む兄を喜ばせた。しかしフィリッポスの獅子狩りに同行した際に獅子の、獣とは思えぬ異相に気を取られ（或いは彼だけにそう見えたのか）、以来顔の下半分を覆う禍々しいほどの爪痕を負った。本人は大傷を気に留めないどころか、獅子に感謝の念すら伺わせる思い出だが、周囲には息を呑むほどに面相は変わってしまった。その傷を見た病床の兄は彼がマケドニアを奪い取る妄想を語り死んでしまい、以来その獅子の表情の理由を知ることが、彼の生きる意味になっている。
オリュンピアス暗殺部隊の一人として現れ、仲間を倒したネオプトレモスをも退けるほどの手練れ。
ニカンドラ
オリュンピアス第4王妃の付き添いでペラ王宮に入っているモロッシア出身の女官。王妃の命で、エウリュディケの従者に王妃の臣下としての「心構え」を教え、エウリュディケ毒殺を謀るがエウメネスに暴かれ失敗する。暴露後に拷問を受けた姿でオリュンピアスと対面する。

## その他

### インターネット・ミーム

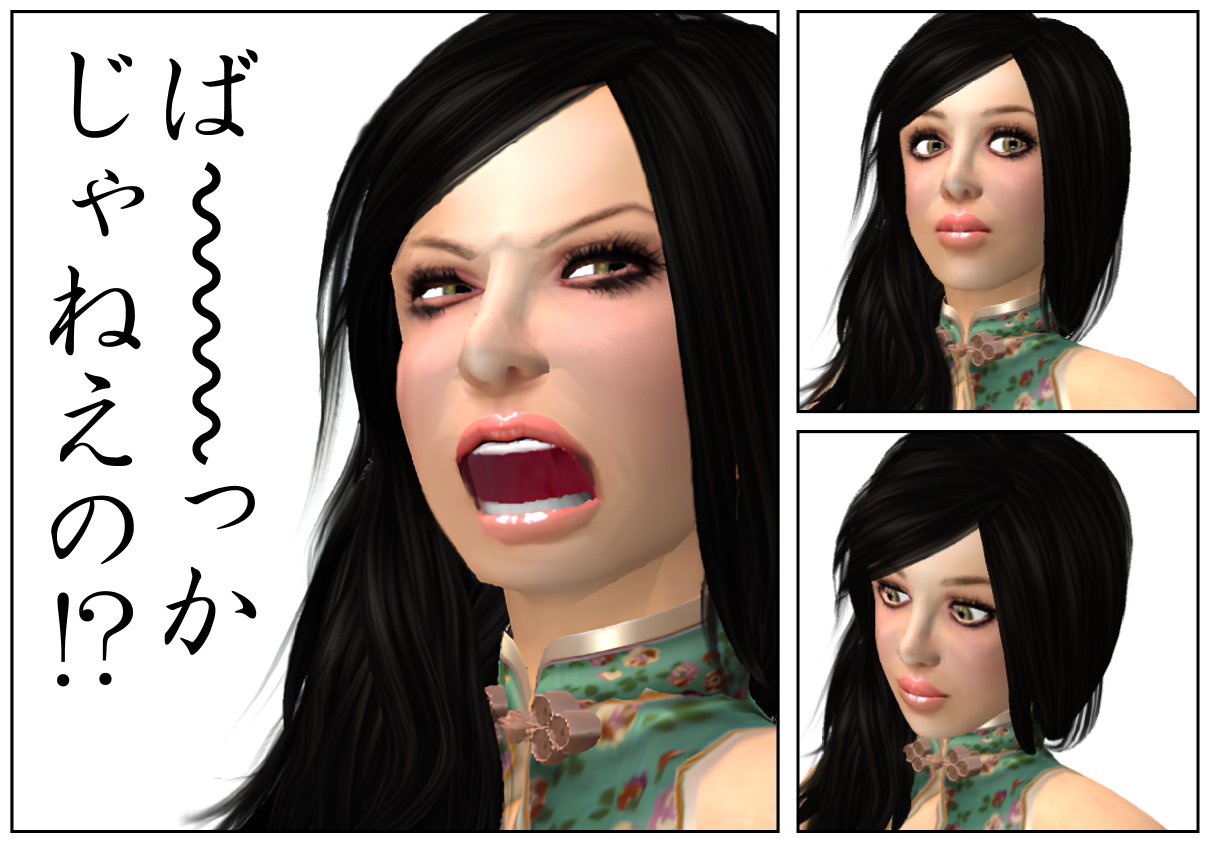
パロディ例

「第8話 スキタイ流」においてエウメネスがメディア王国の将軍ハルパゴスについて語る場面がある。理不尽な形で国王に殺された息子の仇を討つため、忠臣を演じながら何年間も復讐の機会を伺っていたハルパゴスが、メディア王国に反旗を翻す瞬間を描いた箇所（単行本第1巻、184ページ）は、感情の動きを読み取れず読者を惑わせるコマが続いた後に衝撃的な台詞が続く印象的な場面となっており、インターネット上においてさまざまなコラージュ画像（面白画像）やアスキーアートが二次創作され、有名となった。インターネット上ではこの場面の他にも、本作における印象的な場面の台詞が本来の文脈から離れて（すなわちインターネット・ミームとして）引用されることがある。
インターネット・ミームとして引用されるハルパゴスの場面は、大ゴマとして描かれる台詞の場面が1コマだけ抜き出されることが多いものの、漫画研究家の中田健太郎と野田謙介は、この場面はハルパゴスが視線をさまよわせる直前の2コマを含めて1つの塊となっており、前後の文脈を踏まえてこそ味わい深いと評している。類似の表現は同じくインターネット・ミームとなっている、第3巻で主人公エウメネスが自身の出生の秘密を知らされ絶叫する場面にも見られる。
- 「ば〜〜〜っかじゃねえの！？」
- 「文化がちが〜う！」 ……など

## 書誌情報
- 岩明均『ヒストリエ』 講談社〈アフタヌーンKC〉、既刊12巻（2024年6月21日現在）
  1. 2004年10月22日発売、ISBN 978-4-06-314358-4
  2. 2004年10月22日発売、ISBN 978-4-06-314359-1
  3. 2005年11月22日発売、ISBN 978-4-06-314395-9
  4. 2007年7月23日発売、ISBN 978-4-06-314460-4
  5. 2009年2月23日発売、ISBN 978-4-06-314549-6
  6. 2010年5月21日発売、ISBN 978-4-06-310662-6
  7. 2011年11月22日発売、ISBN 978-4-06-310787-6
    - 限定版 ISBN 978-4-06-358374-8 作者考案の変則将棋「マケドニア将棋」同梱

  8. 2013年8月23日発売、ISBN 978-4-06-387896-7
  9. 2015年5月22日発売、ISBN 978-4-06-387913-1
  10. 2017年3月23日発売、ISBN 978-4-06-388210-0
  11. 2019年7月23日発売、ISBN 978-4-06-515648-3
  12. 2024年6月21日発売、ISBN 978-4-06-535755-2